# Обиршія (Вилча)
Обиршія (рум. Obârșia) — село у повіті Вилча в Румунії. Входить до складу комуни Чернішоара.
Село розташоване на відстані 180 км на північний захід від Бухареста, 30 км на захід від Римніку-Вилчі, 84 км на північ від Крайови, 142 км на південний захід від Брашова.

## Населення
За даними перепису населення 2002 року у селі проживали 511 осіб, усі — румуни. Усі жителі села рідною мовою назвали румунську.